# Georg Rieder II

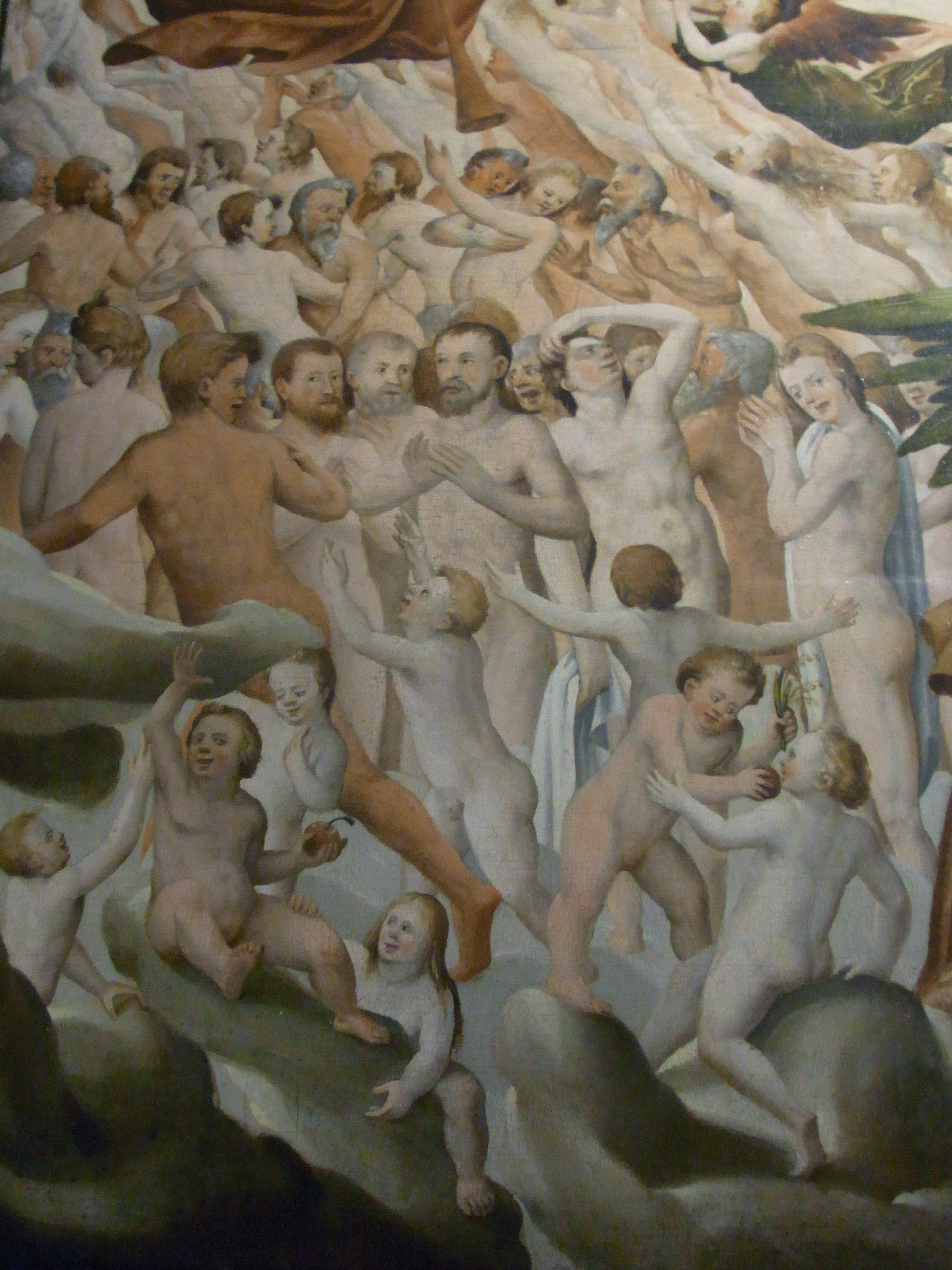
Ein Selbstporträt (der bärtige Mann links in der Mitte) von Georg Rieder II in dem Gemälde Jüngstes Gericht (Ausschnitt) von 1562

Georg Rieder II, auch Georg Rieder der Ältere oder Jörg Rieder II, (* um 1510 in Weißenhorn; † 1564 in Ulm) war ein deutscher Maler und Kartograf, der vor allem in Ulm wirkte. Er war dort Stadtmaler und hat neben Ölgemälden (Altarbilder, Porträts etc.) auch kartografische Aufnahmen der Stadt und des Ulmer Gebietes ausgeführt.

## Familienverhältnisse
Die Familie Rieder, Wirkungszeit von 1472 bis 1611, hat eine ganze Reihe von Malern hervorgebracht. Der erste von ihnen war Georgs Vater, Georg Rieder I (um 1472– um 1550), auch Jörg Rieder I, der von etwa 1501 an eine eigene Werkstatt in Weißenhorn betrieb, in der neben Bildnissen auch Holzschnitzwerke geschaffen wurden. Neben drei Schwestern, Sibylla, Barbara und Margarete, hatte Georg noch zwei ältere Brüder, Rupprecht und Laux (Lucas). Von Rupprecht († um 1549) ist nicht viel überliefert. Laux (um 1510– um 1555) wirkte ab 1543 als Goldschmied in Günzburg an der Donau. Erlernt hatte Laux dieses Handwerk bei dem Goldschmied Matthäus Greiff in Ulm, was eine frühe Verbindung der Familie Rieder zu dieser Stadt nachweist, die ja dann auch für den Lebenslauf von Georg Rieder II bestimmend gewesen ist.

## Betätigungsfelder

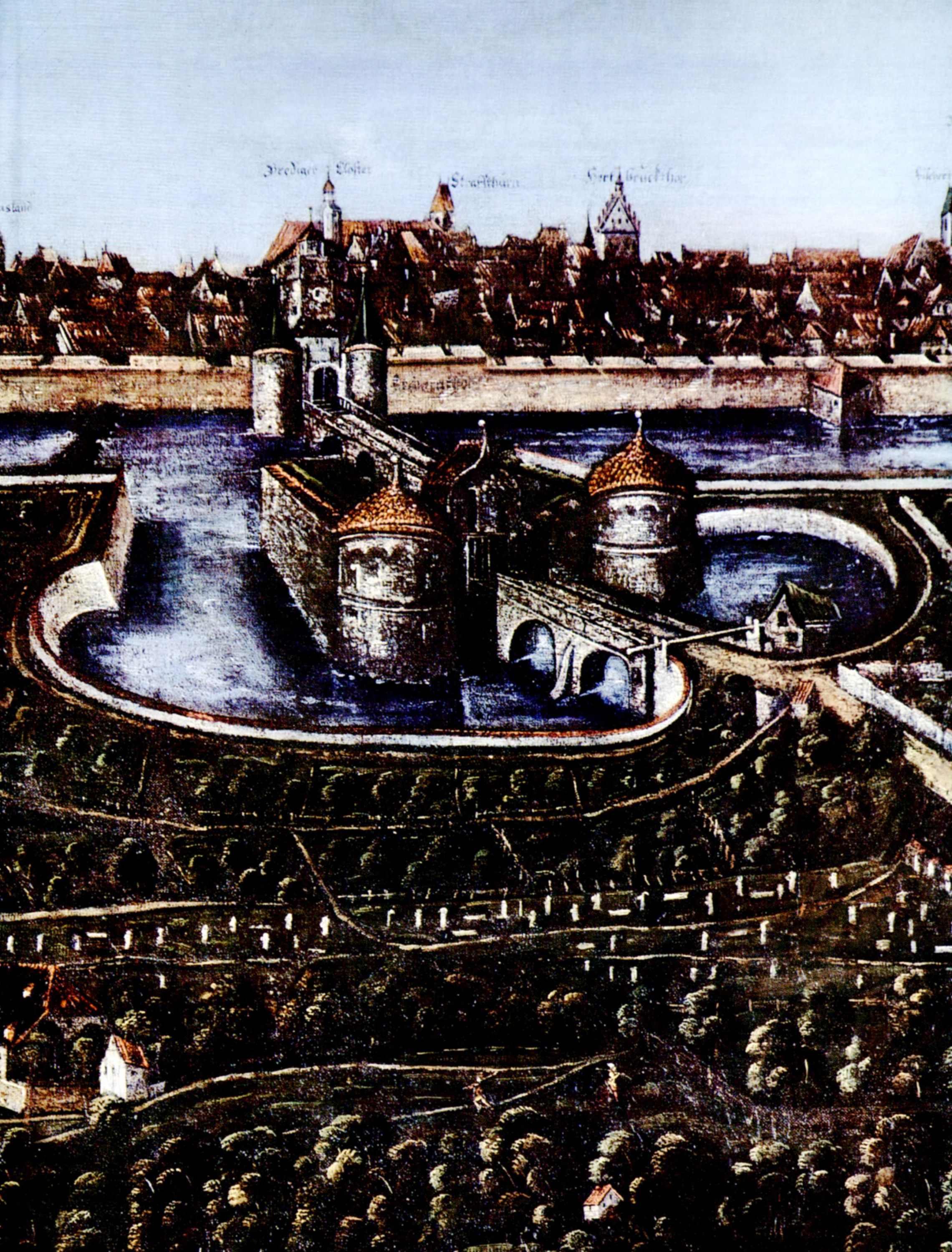
Ulm 1552: Ausschnitt aus der „Fürstenkriegskarte“

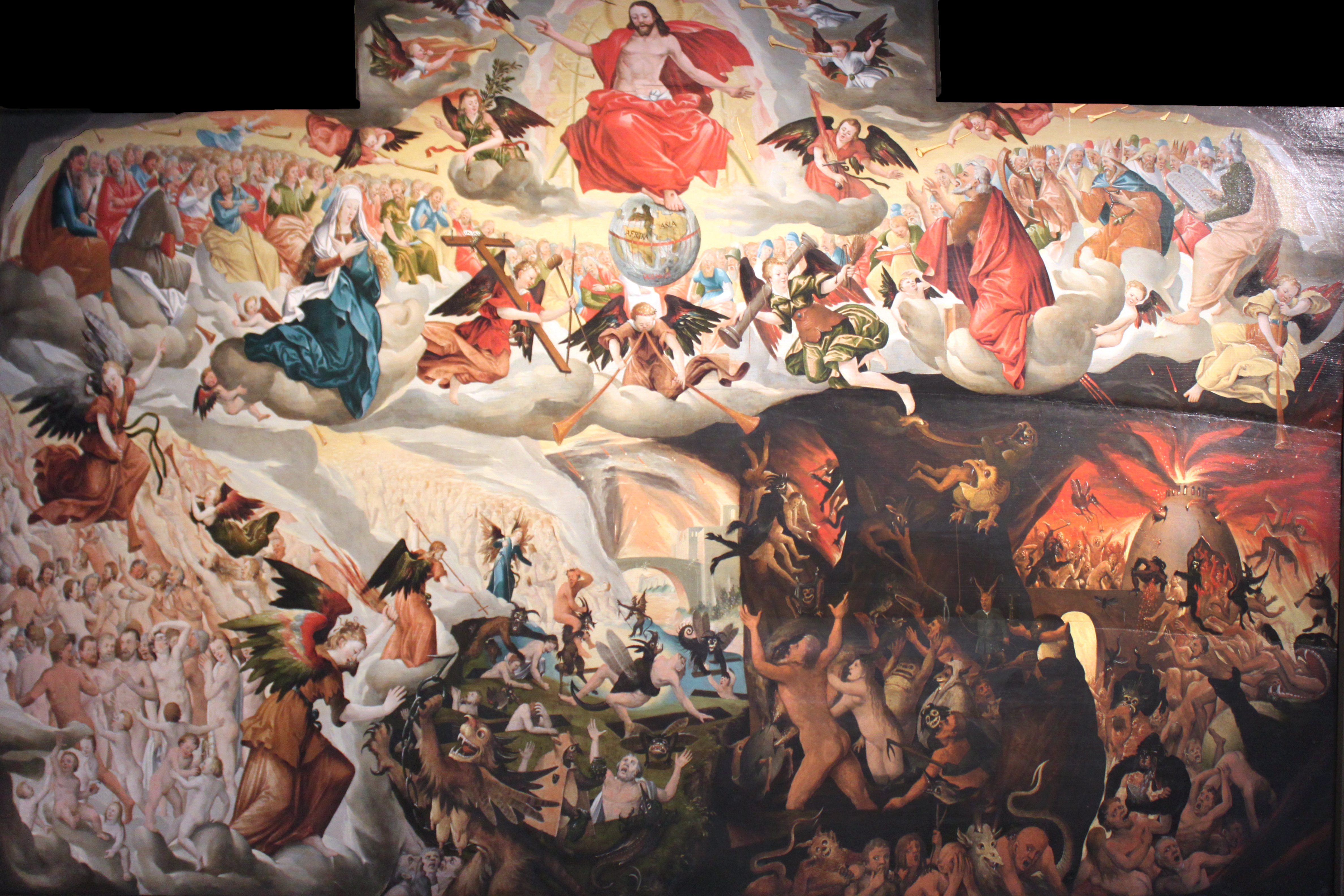
Jüngstes Gericht: Ölgemälde von 1562

Seine Lehrzeit hat Georg sicherlich in der väterlichen Werkstatt in Weißenhorn absolviert. Danach ist er als Geselle wohl einige Jahre lang auf Wanderschaft gewesen, die ihn – wie aus der Herkunft seiner Frau Helena Hainsbeck vermutet werden kann – bis nach Österreich geführt hat.
1550 ließ Georg Rieder II sich in Ulm nieder. Diesen Schritt unternahm er wohl, weil sich dort ein Aufschwung in der Kunst anzukündigen schien, nachdem in den letzten zwei Jahrzehnten – unter anderem durch das Wirken der Reformation (Bildersturm) – das künstlerische Schaffen einen Tiefpunkt erreicht hatte. Schon bald nach dem 29. Januar 1550 erhielt er das Ulmer Bürgerrecht und wurde noch im gleichen Jahr in direkter Nachfolge von Martin Schaffner (um 1478–1546/49) als Stadtmaler eingestellt.
Als erstes ist von Georg Rieder II eine kartografische Arbeit von 1552 überliefert, die die Belagerung der Stadt Ulm im Fürstenkrieg darstellt. Dazu hat er noch zwei weitere Bilder aus dem Fürstenkrieg gemalt. Alle drei Bilder werden im Ulmer Museum aufbewahrt. Zudem entstanden an kartografischen Arbeiten 1559 eine Stadtansicht von Ulm und 1560 eine Karte zur Verhandlung über einen Grenzstreit zwischen Graf Georg Fugger und dem Abt des Klosters Ursberg; beide Blätter sind verloren gegangen.
Um 1560 malte Georg Rieder II das Altarbild Abendmahl, das Christus und die Jünger in einem im Renaissancestil gestalteten Raum darstellte. Das Bild wurde im Zweiten Weltkrieg (1944) in der Ulmer Dreifaltigkeitskirche zerstört.
1562 entstand das Ölgemälde Jüngstes Gericht (280,5 × 176 cm), Mittelstück eines Triptychons, dessen Flügelbilder, Das Urteil des Kambyses und Die Thebanischen Richter, verloren gegangen sind. Im linken unteren Teil des Bildes (Unter den Seligen) hat sich Georg Rieder II zusammen mit seinem Neffen Georg Rieder III inmitten vieler Kinder porträtiert. Das Bild ist heute in der Schausammlung des Landesmuseums Württemberg in Stuttgart ausgestellt.
Ebenfalls von 1562 datiert das Ölgemälde Almosenbild (93 × 137 cm), das heute noch im Ulmer Münster zu finden ist. Auch dieses Bild zeigt ein Selbstporträt von Rieder.
Nach dem Tod 1564 von Georg Rieder II, wurde sein Neffe Georg Rieder III, ein Sohn von Rupprecht, in direkter Nachfolge Stadtmaler in Ulm.

## Rezeption
Georg Rieder II war der erste bekannte kartografisch tätige Vertreter aus der Reihe der Ulmer Stadtmaler. Der deutsche Kartograf und Geograf Ruthardt Oehme (1901–1987) will bei dem Maler allgemein eine Neigung zu kartografischen Darstellungen ausgemacht haben. Begründet wird das mit dem Bild einer Weltkugel in dem Gemälde des jüngsten Gerichts, was aber wohl eine recht gewagte Behauptung ist.
Zweifelsfrei ist das große Können von Georg Rieder II, denn sonst hätte er in Ulm nicht so schnell Fuß fassen und Stadtmaler werden können. Der Kunsthistoriker Othmar Metzger meint dazu: Rieders Bevorzugung in der Stadtmalerwahl vor den einheimischen Meistern spricht gleicherweise für deren niedriges künstlerisches Niveau wie für Rieders Können. Immerhin wählte ihn der Rat der Stadt Ulm als Stadtmaler zum direkten Nachfolger des weit um Ulm bekannten Martin Schaffner. Rieders Können muß auch heute noch hochgeschätzt werden, wenn seine Werke mit denen seiner rückständigen, handwerklichen, primitiven Ulmer Kollegen verglichen werden.
Am 6. März 1564 wurde Georg Rieder II in den Begräbnislisten  mit dem für Ulm im 16. Jahrhundert einmaligen ehrenden Prädikat «kunstreich» eingetragen.